# Гаррі Гіллман
Гаррі Лівінґстон Гіллман (англ. Harry Livingston Hillman; 8 вересня 1881 — 9 серпня 1945) — американський легкоатлет, триразовий олімпійський чемпіон з бігу.

## Біографія
Народився 8 вересня 1881 року в місті Бруклін (тепер один з округів міста Нью-Йорк), штат Нью-Йорк.
Першим значним спортивним досягненням став титул переможця юніорських змагань Американської легкоатлетичної спілки (AAU) 1902 року з бігу на 220 ярдів з перешкодами. Згодом на національних змаганнях ще кілька разів перемагав у забігах на 220 та 440 ярдів з перешкодами.
На літніх Олімпійських іграх 1904 року в Сент-Луїсі брав участь у змаганнях легкоатлетів з бігу на 400 метрів, 200 та 400 метрів з перешкодами. Переміг у всіх трьох дисциплінах, встановивши олімпійські рекорди (рекорд на дистанції 400 метрів з перешкодами не був зарахований. оскільки висота бар'єрів не відповідала стандартам).
Також брав участь у позачергових Олімпійських іграх 1906 року в Афінах (Греція) та Олімпійських іграх 1908 року в Лондоні, де на дистанції 400 метрів з перешкодами виборов срібну медаль.
Учасник Першої світової війни як лейтенант авіаційного корпусу армії США.
По закінченні кар'єри спортсмена перейшов на тренерську роботу. Працював з командою Дартсутського коледжу й національною збірною США. Як тренер збірної брав участь у Олімпійських іграх 1924, 1928 та 1932 років.
Помер 9 серпня 1945 року в містечку Гановер, штат Нью-Гемпшир.

## Олімпійські результати
| Олімпіада      | Дисципліна                      | Результат      | Місце |
| -------------- | ------------------------------- | -------------- | ----- |
| Сент-Луїс 1904 | біг на 200 метрів з перешкодами | 24.6 сек (ОлР) | 1     |
| Сент-Луїс 1904 | біг на 400 метрів               | 49.2 сек (ОлР) | 1     |
| Сент-Луїс 1904 | біг на 400 метрів з перешкодами | 53.0 сек       | 1     |
| Лондон 1908    | біг на 400 метрів з перешкодами | 55.3 сек       | 2     |

## Визнання
У 1976 році Гаррі Гіллман включений до Американської легкоатлетичної зали слави.